# Куницы
Куни́цы (лат. Martes) — род хищных млекопитающих из семейства куньих (Mustelidae).

## Этимология
Восточнославянское обозначение представителей рода (рус. куница, укр. куниця, бел. куніца, др.-рус. кѹница) является уменьшительным от общеславянского «ку́на/куна́» (др.-рус. и церк.-слав. кѹна, диал. рус. куна, куня, укр. куна, бел. , пол. , чеш. , словац. , н.-луж. , в.-луж.  и словен. kúna, макед. и сербохорв. куна, диал. болг. куна, куне), восходящего к праслав. *kuna. Значение праславянского слова неизвестно, однако очевидна родственная связь с прусск. и латыш. cauna, лит. kiaunė с тем же значением. По предположению Олега Трубачёва, праслав. *kuna является первоначальным прилагательным, восстанавливаемым в праиндоевропейской форме как пра-и.е. *koṷno-s в функции цветообозначения. Данное предположение можно подкрепить прагерм. *hunaga — мёд (восходящее к пра-и.е. *kun-ak-o — золотистый), прусск. cuncan — коричневый, др.-греч. κνηκός. В болгарском языке болг. куница используется для обозначения меха куницы, и по-видимому, является заимствованием из русского.
В ряде диалектов славянских языков, включая русский язык (например, в архангельских говорах), а также в латышском языке, лексемы «куна», «куница», «кунка» и т. п. являются также обозначением женских половых органов.

## Внешний вид
Представители рода среднего или крупного размера. Куницы имеют стройное тело длиной от 40 до 80 см. Мех пушистый. Окраска тела обычно бурая или коричневая, со светлым пятном на горле и груди. Исключение составляет харза, имеющая яркую окраску из комбинации белого, чёрного, жёлтого и бурого цветов. Морда заострённая, широкая у основания, голова с большими треугольными ушами с закругленной верхушкой. Конечности короткие, пальцеходящие. Хвост более-менее пушистый, волосы на хвосте удлинённые; длина составляет от половины до трети длины туловища. В паху имеются две пары сосков.
Зубная формула:
{\displaystyle I{\frac {3}{3}}C{\frac {1}{1}}P{\frac {4}{4}}M{\frac {1}{2}}=38.}

## Кариотип
В диплоидном наборе, как правило, 19 пар хромосом, у харзы — 20 пар.

## Образ жизни
Распространены в Северном полушарии. Обитают в лесах. Каждая особь в течение жизни занимает постоянный участок. В зависимости от видовой принадлежности, сезона года, кормности участка индивидуальная территория составляет от 4 до 50 км². Питаются мелкими грызунами, зайцами, пищухами, реже птицами и их яйцами, мелкой рыбой, амфибиями и рептилиями. В рацион также могут входить насекомые, ягоды и семена. Харза может охотиться на кабаргу и детёнышей других копытных.
Разные виды активны в разное время: соболь — преимущественно в сумерках и ночью, лесная куница и каменная куница — в любое время суток, харза — преимущественно дневное животное. Для отдыха скрываются в убежищах, которыми служат дупла деревьев и расщелины в скалах.
Все представители рода являются моногамными. Продолжительность беременности от 220 (американская куница) до 358 дней (илька). Самка рождает от одного до семи детёнышей.

## Хозяйственное значение

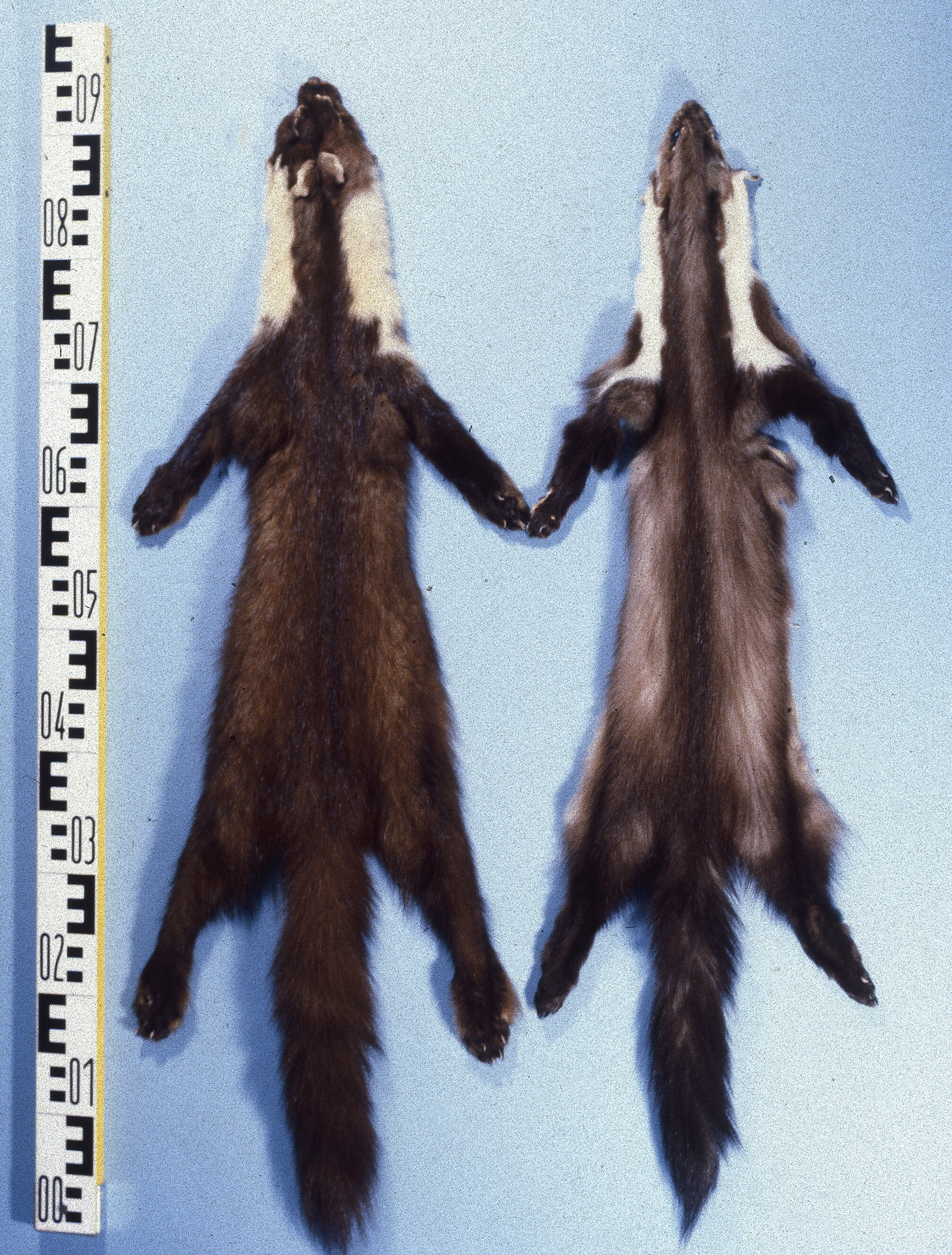
Шкуры лесной (слева) и каменной куниц (справа)

Куницы являются ценными пушными зверями. Развит как промысел, так и разведение на фермах.

## Виды
Род включает 9 видов:
- Американская куница (Martes americana (Turton, 1806))
- Илька (Martes pennanti (Erxleben, 1777))
- Каменная куница (Martes foina Erxleben, 1777)
- Лесная куница (Martes martes (Linnaeus, 1758))
- Нилгирская харза (Martes gwatkinsii Horsfield, 1851)
- Соболь (Martes zibellina (Linnaeus, 1758))
- Харза (Martes flavigula (Boddaert, 1785))
- Японский соболь (Martes melampus (Wagner, 1840))
- † Martes wenzensis Stach J. 1959[9][10]
- † Martes vetus Kretzoi (предковый вид лесной куницы; известен по находкам из раннего и среднего плейстоцена Европы и Средней Азии (Сель-Унгур))[11]

В России встречаются харза, соболь, каменная и лесная куницы.

## Распространение
Представители рода встречаются на большей части Евразии и Северной Америке. На север проникает до северной границы леса.

## Образы куниц в культуре

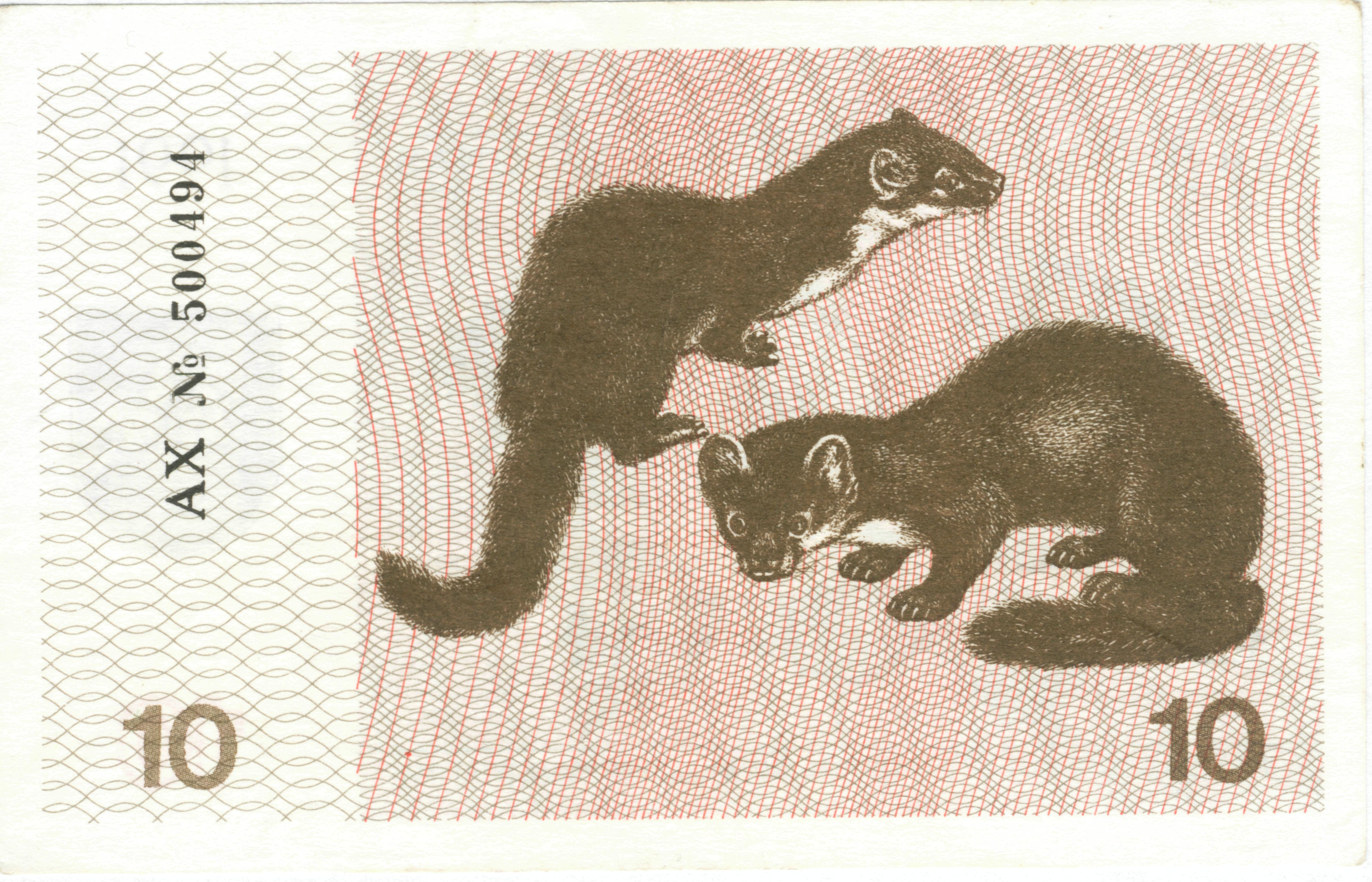
Куницы-белодушки на литовских вагнорках, 1991

### Фольклор
- В фольклоре славянских народов куница, как и другие пушные звери, является хтоническим, то есть связанным со землёй животным (ввиду этого Мировое Древо в северорусских песнях «кунами обросло, соболями [при]расцвело»)[12]. Кроме того, куница имеет ярко выраженный женский образ. В частности, в восточнославянских свадебных обрядовых текстах, в частности, песнях, куница (порой уточняется чёрный окрас её меха) символизирует невесту[13] (у южных и западных славян аналогичную роль играет ласка[14]). В ряде фольклорных текстов куница прямо выступает в качестве невесты, как например в украино-белорусском сюжете шуточных песен о свадьбе зайца и куницы[15]. Также в качестве партнёра куницы в славянских фольклорных текстах выступают соболь и горностай[16]. С женским образом куницы связана и её ассоциация с таким традиционно женским занятием, как ткачество[17] (опять же, у восточных славян, у южных и западных вместо куницы — ласка, также связанная с прядением[18]).

### Мультипликация
- «Лесные путешественники» (1951 г.) — куница является главным антагонистом, из-за её нападения семейство белок, главных героев, вынуждено искать новое место обитания.

### Внумизматикеибонистике
- У славян в до- и безденежный период шкурка куницы использовалась в качестве денежной единицы. От её названия, «куна», происходит название одноимённой древнерусской монеты (≈1 дирхем или 1/22 гривны[4]) и национальной валюты Хорватии.

### Маскоты
- Куница является талисманом уфимского хоккейного клуба «Салават Юлаев». С 2013 года на стадионах в качестве маскотов выступают два брата-куницы: Салавата в зелёном свитере и Юлая в белом. Ростовые куклы были разработаны в 2012 году канадской компанией «Créations Animation Mascottes Inc.», их презентация состоялась на последнем матче уходящего 2012 года Главной юниорской хоккейной лиги Квебека, впервые в России они были представлены на матче «Салават Юлаев»-«Динамо Москва» 8 января 2013 года, прошедшего в Уфе[19][20][21].

### Куницы в геральдике
Куница является популярной естественной геральдической фигурой, чаще всего встречающейся в русской геральдике. С другой же стороны, куница является геральдическим символом Славонии, исторической области в составе Хорватии.

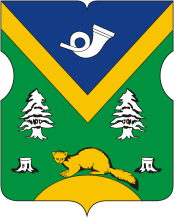
Герб Кунцево
Герб Уфы
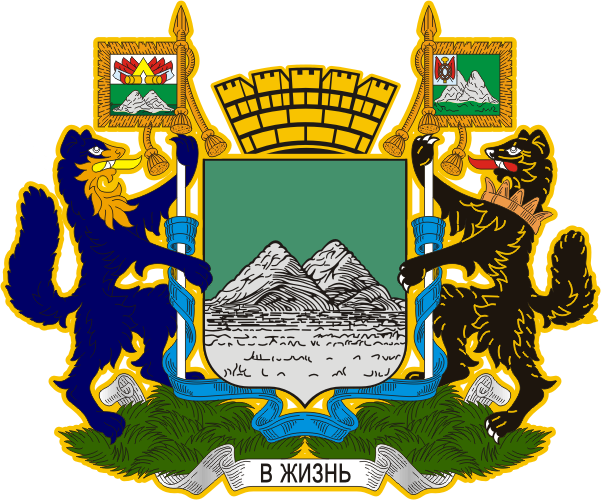
Герб Кургана
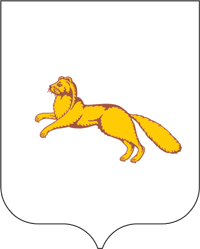
Герб Шадринска
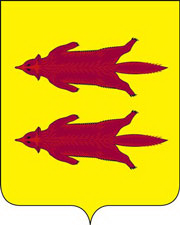
Герб Лальска (Кировская область)
Герб Курганской области
Герб Оренбургской области
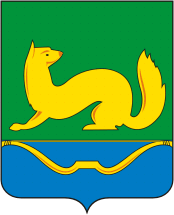
Герб Куньинского района Псковской области
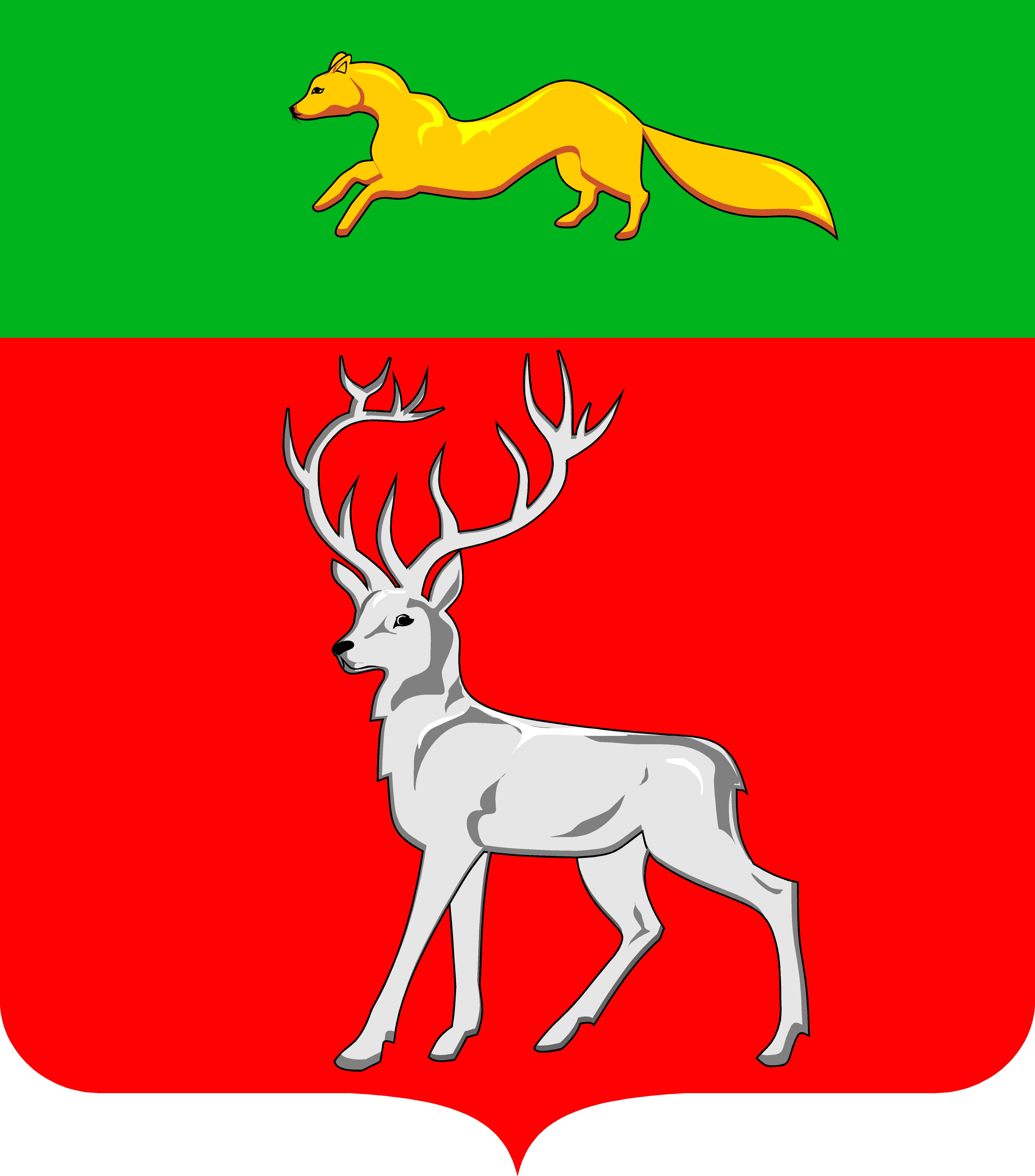
Герб Бузулукского района Оренбургской области
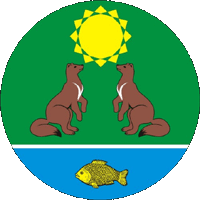
Герб Люччегинского наслега (Якутия)
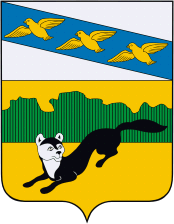
Герб Большесолдатского района (Курская область)
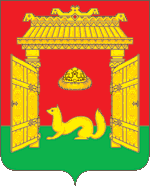
Герб посёлка Большие Дворы (Московская область)
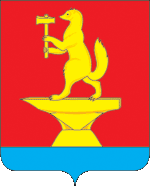
Герб сельского поселения Кузнецовское (Московская область)
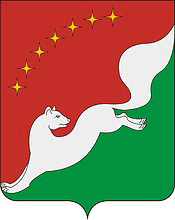
Герб Краснозаводска (Сергиево-Посадский район Московской области)
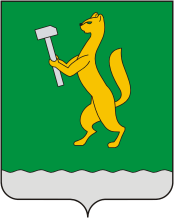
Герб Белорецка (Башкортостан)
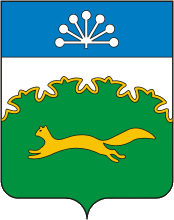
Герб Сибая (Башкортостан)
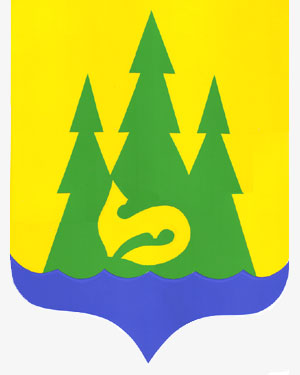
Герб Якшур-Бодьинского района Удмуртии
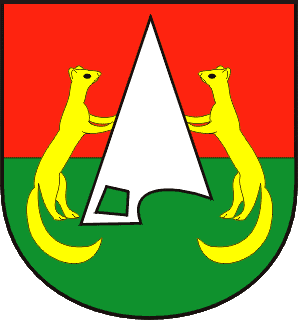
Герб Куновице (Всетинский район, Злинский край, Чехия, не путать с одноимённым городом в районе Угерске-Градиште того же края)
Герб Центральной Остроботнии (Финляндия)
Герб Каарлелы (Финляндия, в 1977 город присоединен к Кокколе)
Герб Славонии (историческая область в Хорватии)
Герб Славонии в составе герба Венгерского королевства времён Австро-Венгрии
Герб Бродско-Посавинской жупании
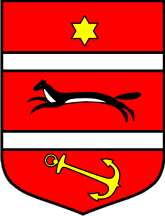
Герб Вировитицко-Подравской жупании Хорватии
Герб Вальддорфхеслаха (Германия)
Герб коммуны Ла-Мартр (Франция)
Герб коммуны Сент-Этьен-де-Булонь (Франция)
Герб Турона (Испания)
Польский шляхетский герб «Куна»